# 羅子溢
羅子溢（英語：Him Law，1984年8月28日—），原名羅仲謙，香港男演員，現為無綫電視經理人合約藝員。

## 背景
羅仲謙早年就讀中華基督教會基正小學和大埔官立中學，於2003年中七畢業後，與一班同學到「愉園體育會」報讀拯溺銅章課程，之後在青衣島灝景灣會所泳池擔任救生員一段時間，於2004年考取泳池救生章。其後認為擔任救生員並非長久之計，故曾考慮報考消防員，最後被電影公司發掘而投身演藝界，並於2008年簽約無綫電視開始影視雙線發展。
羅仲謙在拍畢《潮流教主》後便處於停工狀態，並轉到內地發展，直至2019年8月才選擇回歸TVB。他於2020年宣布改名為羅子溢，並於2022年與無綫電視簽經理人合約。
另外，羅子溢近年為無綫電視監製林志華、潘嘉德及方駿釗的常用演員。

## 個人生活
羅仲謙於2011年曾與傅穎交往，惟二人及後因女方指責發生不愉快事件而分手。
羅仲謙與比他大5年的前無綫電視女藝員楊怡於拍攝電視劇《On Call 36小時》開始發展感情。二人在2012年公開戀情後拍拖多年，在2016年3月在英國舉行婚禮。同年8月宣佈與楊怡結婚，10月2日在香港完婚，正式成為合法夫妻。
2018年2月，羅仲謙在接受訪問時表示慶幸，皆因太太是個知足的女人，更直言希望能於2018年生一個寶寶。
兩人在2020年2月13日於Instagram宣布懷孕。同年4月16日，
楊怡誕下長女。同年10月26日，二人宣布改名，羅仲謙改名為羅子溢，楊怡則改名為楊茜堯。2021年12月15日，羅子溢在社交網站宣布楊茜堯誕下幼子。

## 電視劇

### 無綫電視
| 首播   | 劇名             | 角色              |
| 2008年 | 盛裝舞步愛作戰   | 阿謙              |
| 2008年 | 尖子攻略         | 樊沛冬            |
| 2009年 | 古靈精探B        | 詹樹邦            |
| 2010年 | 搜下留情         | 吳仲康（Ken）     |
| 2011年 | 團圓             | 黎柏熙（Roy）     |
| 2012年 | 缺宅男女         | 關嘉榮（四少）    |
| 2012年 | On Call 36小時   | 楊沛聰（洋蔥）    |
| 2012年 | 結分謊情式       | 何德樣            |
| 2012年 | 飛虎             | 俞學禮（Bob仔）   |
| 2012年 | 巴不得媽媽...    | 翟有聲（Vincent） |
| 2012年 | 雷霆掃毒         | 俞學禮            |
| 2013年 | 戀愛季節         | 施辰（Season）    |
| 2013年 | 衝上雲霄II       | 詹子麟（Jim Jim） |
| 2013年 | On Call 36小時II | 楊沛聰（洋蔥）    |
| 2014年 | 飛虎II           | 俞學禮            |
| 2014年 | 醋娘子           | 錢通              |
| 2015年 | 衝線             | 游達（Jedi）      |
| 2016年 | 潮流教主         | 范國邦（Francis） |
| 2020年 | 木棘証人         | 高力基/高展翔     |
| 2021年 | 陀槍師姐2021     | 劉達華（華Dee）   |
| 2021年 | 星空下的仁醫     | 文柏熙（Max）     |
| 2024年 | 婚後事           | 潘善仁（Tim）     |
| 2024年 | 廉政行動2024     | 陳碩榮            |
| 未播映 | 金式森林         | 高深              |
| 未播映 | 模仿人生         | 倫澤琛            |

### 香港電台
| 首播   | 劇名       | 角色   |
| 2006年 | 過渡青春   | 阿謙   |
| 2007年 | 性本善     | Edison |
| 2010年 | 證義搜查線 | 傑仔   |
| 2010年 | 火速救兵   | 方健   |
| 2012年 | 火速救兵II | 鄭嘉豪 |

### 其他
| 首播   | 劇名               | 角色            |
| 2018年 | 無間道（網絡劇）   | 韋峻軒          |
| 2022年 | 家族榮耀（網絡劇） | 馬耀堂          |
| 2024年 | 家族榮耀之繼承者   | 丘智斌（Brian） |
| 2025年 | 執法者們           | 張建邦          |

## 電影
| 年份   | 片名                     | 角色     | 備註   |
| 2005年 | 阿嫂                     | 小紅帽   |        |
| 2006年 | 黑夜之鬼鄰               |          |        |
| 2007年 | 綁架                     | 發仔     |        |
| 2007年 | 跟蹤                     | 警員     |        |
| 2008年 | 愛·鬥大                  | 仲謙     |        |
| 2008年 | 六樓后座2家屬謝禮        | 阿謙     |        |
| 2008年 | 一半海水，一半火焰       | 麗川弟弟 |        |
| 2010年 | 婚前試愛                 | 澤       |        |
| 2011年 | 熱浪球愛戰               | Tim      |        |
| 2011年 | 人約離婚後               | 世       |        |
| 2011年 | 猛鬼愛情故事             | 家明     |        |
| 2013年 | 古惑仔：江湖新秩序       | 陳浩南   |        |
| 2013年 | 西遊記之大鬧天宮         | 木吒     |        |
| 2013年 | 古魯家族                 | 阿怪     | (配音) |
| 2014年 | 第7谎言                  | 阿桑     |        |
| 2014年 | 泰山                     | 泰山     | (配音) |
| 2016年 | 西遊記之孫悟空三打白骨精 | 沙僧     |        |
| 2016年 | 泡沫之夏                 | 歐辰     |        |
| 2018年 | 西游记·女儿国            | 沙僧     |        |
| 2019年 | 小Q                      | Simon    |        |
| 2019年 | 征途                     |          |        |
| 待上映 | 食神歸來                 |          |        |

## MV
- 2007年：江若琳 - 《傷情路》
- 2007年：江若琳 - 《你不在了》

## 電視節目（TVB）
- 2024年：《獎門人Happy Easter感謝祭》[9]

## 月曆
- 2013年：4月份（王浩信、陳智燊、吳卓羲、馬國明、黎諾懿、蕭正楠）
- 2014年：8月份（王浩信、梁烈唯、呂慧儀、朱璇、楊秀惠、葉翠翠、沈卓盈）
- 2015年：1月份（蔡思貝、林夏薇）
- 2016年：1月份（陳豪、蔡思贝、楊秀惠、湯洛雯、邵佩詩、莊思敏、許亦妮、李璧琦、岑杏賢、莊思明、吕慧儀、陳滢、李佳芯 ）

## 獎項
| 年份   | 頒獎/機構                        | 獎項                   | 劇集                                                  | 角色                                                   | 結果     |
| ------ | -------------------------------- | ---------------------- | ----------------------------------------------------- | ------------------------------------------------------ | -------- |
| 2010年 | Golden Calf Award                | Improved 180           | -                                                     | -                                                      | 獲獎     |
| 2011年 | 壹電視大獎                       | 最有前途男藝人         | -                                                     | -                                                      | 獲獎     |
| 2012年 | MY AOD我的最愛頒獎典禮2012       | 十五大我的最愛電視角色 | On Call 36小時                                        | 楊沛聰                                                 | 獲獎     |
| 2012年 | MY AOD我的最愛頒獎典禮2012       | 我的最愛電視男配角     | On Call 36小時                                        | 楊沛聰                                                 | 獲獎     |
| 2013年 | 新加坡星和無線電視大獎2013       | 飛躍進步男藝人         | 缺宅男女 On Call 36小時 結分謊情式 飛虎 巴不得媽媽... | 關嘉榮 楊沛聰 何德樣 俞學禮（Bob仔） 翟有聲（Vincent） | 獲獎     |
| 2013年 | TVB 馬來西亞星光薈萃頒獎典禮2013 | 最喜愛TVB男配角        | 衝上雲霄II                                            | 詹子麟                                                 | 獲獎     |
| 2014年 | 新加坡星和無線電視大獎2014       | 我最愛TVB男配角        | On Call 36小時II                                      | 楊沛聰                                                 | 獲獎     |
| 2014年 | TVB 馬來西亞星光薈萃頒獎典禮2014 | 最喜愛TVB電視角色      | 飛虎II                                                | 俞學禮                                                 | 獲獎     |
| 2015年 | TVB 馬來西亞星光薈萃頒獎典禮2015 | 最喜愛TVB電視角色      | 衝線                                                  | 游達                                                   | 獲獎     |
| 2025年 | 萬千星輝頒獎典禮2024             | 最佳男主角             | 婚後事                                                | 潘善仁                                                 | 最後五強 |